# Agapetus gelbae
Agapetus gelbae is een schietmot uit de familie Glossosomatidae. De soort komt voor in het Nearctisch gebied.